# オースティン・カーンズ
オースティン・ライアン・カーンズ（Austin Ryan Kearns, 1980年5月20日 - ）は、アメリカ合衆国ケンタッキー州レキシントン出身の元プロ野球選手（外野手）。右投右打。

## 経歴
1998年のドラフト1巡目 (全体7位) でシンシナティ・レッズから指名されプロ入り。
2000年には、A級ながら、打率.306・27本塁打・104打点・18盗塁・OPS0.973という好成績をマークした。
2002年4月17日のアストロズ戦でメジャーデビューすると、この年107試合出場で打率.315を記録し、新人王投票で3位に入った。
2003年、肩の痛みに苦しんでDL入りしながらも、シーズン約半数の82試合で15本塁打を放ち、チームの主砲格の選手に成長した。
2004年、64試合で10二塁打・9本塁打を放ち、相変わらずのパワーを発揮したが、打率はメジャーデビュー以来どんどん低下し、.230まで沈み込んだ。また、右手親指の故障でDL入りし、メジャー1年目から3年連続で故障離脱してしまった。
2005年、初めて大きな故障なくシーズンを過ごしたものの、出場試合数は112に留まった。打率こそ.240と低かったが、メジャーデビュー以来いずれも自己ベストとなる18本塁打・67打点を記録した。守備面では、107試合でライトを守り、守備率.988・守備防御点 + 10という好成績をマークした。
2006年、まずまずの調子を維持し、87試合で打率.274・16本塁打・50打点・7盗塁という好成績を記録していたが、7月13日にロイス・クレイトン、ゲイリー・マジュースキー、ビル・ブレイ、ブレンダン・ハリス、ダリル・トンプソンとのトレードでフェリペ・ロペス、ライアン・ワグナーと共にワシントン・ナショナルズへ移籍した。ナショナルズ移籍後は、打率こそ.250に留まったものの、8本塁打・36打点という数字を叩き出し、2チーム計で150試合に出場、初めて規定打席到達 (ナ・リーグ) を果たした。本塁打20・打点80のラインを、いずれも初めてクリアした。守備では、前年から倍増以上となる7失策を犯したが、守備防御点は2年連続で + 10を記録し、高い守備力を示した。
2007年、2年連続で故障とは無縁のシーズンを過ごし、161試合に出場した。打率.266・16本塁打・74打点という成績を残したが、打者に不利とされるRFKスタジアムでは打率.228と苦しんだ。ハイレベルな守備は相変わらずであり、ライトを守った158試合で守備率.995・守備防御点 + 6という好成績だった。
2008年、肘の痛み、右肘の遊離軟骨除去手術、左足の疲労骨折など、次々に故障を繰り返して86試合の出場で、打率.217と大不振に陥った。
打撃と同様に守備面でも不振を呈し、85試合のライト守備で守備防御点 - 6に終わった。
2009年は更なる不振に落ち込み、打率は.200未満に終わった。
2010年1月5日にクリーブランド・インディアンスとマイナー契約を結びスプリングトレーニングに招待選手として参加。4月3日にメジャーに昇格し、84試合で打率.272・8本塁打・42打点を記録した。7月30日にザック・マカリスターとのトレードでニューヨーク・ヤンキースへ移籍。移籍後は36試合で打率.235、僅かに2本塁打に終わったものの、3年ぶりとなる2ケタ本塁打をクリアした。12月20日には、再度インディアンスと1年契約を結んだ。2月12日には、飲酒運転で逮捕された。
2011年、57試合の出場で打率.200・2本塁打・7打点という成績に終わり、8月18日に解雇される。
2012年1月25日にマイアミ・マーリンズとマイナー契約を結んだ。マーリンズでは87試合に出場し、成績は僅かに上向いたが、レギュラー獲得には至らずに10月29日にFAとなった。
2013年1月13日にマーリンズと再契約。19試合に出場しただけで、10月31日にFAとなった。

## 選手としての特徴
打撃
メジャーデビューから間もない頃は、打球を広角に飛ばす技術・選球眼の良さ・配球を読む上手さ等を高く評価されており、故障さえなければ毎年打率.300・30本塁打・100打点をクリアする打者になり得る存在とされていた。その期待度の高さは当時のレッズの対応にも顕れており、他球団からトレードを打診されても、カーンズの放出は拒んでいた。
守備
強肩でライト向きとされており、実際にライトで起用されていた (メジャーでは820試合でライトを守った) 。2007年は、フライやライナーを捕球した数が、リーグでもトップクラスだった。また、フェンスを恐れない果敢な守備を見せていた。その守備力の高さは守備防御点にも表れており、2年連続で + 10という高数値を記録した事もある。
走塁
打撃や守備と同様に、足もトップクラスと評価されていた。
その他
故障が非常に多い選手であり、150試合以上に出場したシーズンが2度しかなく、2000年代は何度となくDL入りを繰り返していた。上述したように、頻発する故障が原因となり、打者として大成出来なかった。

## 詳細情報

### 年度別打撃成績
| 年 度      | 球 団      | 試 合 | 打 席 | 打 数 | 得 点 | 安 打 | 二 塁 打 | 三 塁 打 | 本 塁 打 | 塁 打 | 打 点 | 盗 塁 | 盗 塁 死 | 犠 打 | 犠 飛 | 四 球 | 敬 遠 | 死 球 | 三 振 | 併 殺 打 | 打 率 | 出 塁 率 | 長 打 率 | O P S |
| ---------- | ---------- | ----- | ----- | ----- | ----- | ----- | -------- | -------- | -------- | ----- | ----- | ----- | -------- | ----- | ----- | ----- | ----- | ----- | ----- | -------- | ----- | -------- | -------- | ----- |
| 2002       | CIN        | 107   | 435   | 372   | 66    | 117   | 24       | 3        | 13       | 186   | 56    | 6     | 3        | 0     | 3     | 54    | 3     | 6     | 81    | 11       | .315  | .407     | .500     | .907  |
| 2003       | CIN        | 82    | 338   | 292   | 39    | 77    | 11       | 0        | 15       | 133   | 58    | 5     | 2        | 0     | 0     | 41    | 1     | 5     | 68    | 7        | .264  | .364     | .455     | .819  |
| 2004       | CIN        | 64    | 246   | 217   | 28    | 50    | 10       | 2        | 9        | 91    | 32    | 2     | 1        | 0     | 0     | 28    | 0     | 1     | 71    | 8        | .230  | .321     | .419     | .740  |
| 2005       | CIN        | 112   | 448   | 387   | 62    | 93    | 26       | 1        | 18       | 175   | 67    | 0     | 0        | 0     | 5     | 48    | 2     | 8     | 107   | 8        | .240  | .333     | .452     | .785  |
| 2006       | CIN        | 87    | 368   | 325   | 53    | 89    | 21       | 1        | 16       | 160   | 50    | 7     | 1        | 0     | 3     | 35    | 2     | 5     | 85    | 14       | .274  | .351     | .492     | .843  |
| 2006       | WSH        | 63    | 261   | 212   | 33    | 53    | 12       | 1        | 8        | 91    | 36    | 2     | 3        | 1     | 2     | 41    | 2     | 5     | 50    | 4        | .250  | .381     | .429     | .810  |
| '06計      | WSH        | 150   | 629   | 537   | 86    | 142   | 33       | 2        | 24       | 251   | 86    | 9     | 4        | 1     | 5     | 76    | 4     | 10    | 135   | 18       | .264  | .363     | .467     | .830  |
| 2007       | WSH        | 161   | 674   | 587   | 84    | 156   | 35       | 1        | 16       | 241   | 74    | 2     | 2        | 0     | 4     | 71    | 5     | 12    | 106   | 13       | .266  | .355     | .411     | .765  |
| 2008       | WSH        | 86    | 357   | 313   | 40    | 68    | 10       | 0        | 7        | 99    | 32    | 2     | 2        | 0     | 1     | 35    | 0     | 8     | 63    | 11       | .217  | .311     | .316     | .627  |
| 2009       | WSH        | 80    | 211   | 174   | 20    | 34    | 6        | 2        | 3        | 53    | 17    | 1     | 1        | 0     | 0     | 32    | 1     | 5     | 51    | 12       | .195  | .336     | .305     | .641  |
| 2010       | CLE        | 84    | 342   | 301   | 42    | 82    | 18       | 1        | 8        | 126   | 42    | 4     | 1        | 0     | 2     | 34    | 2     | 5     | 78    | 12       | .272  | .354     | .419     | .772  |
| 2010       | NYY        | 36    | 119   | 102   | 13    | 24    | 3        | 0        | 2        | 33    | 7     | 0     | 0        | 0     | 0     | 12    | 0     | 5     | 38    | 4        | .235  | .345     | .324     | .668  |
| '10計      | NYY        | 120   | 461   | 403   | 55    | 106   | 21       | 1        | 10       | 159   | 49    | 4     | 1        | 0     | 2     | 46    | 2     | 10    | 116   | 16       | .263  | .351     | .395     | .746  |
| 2011       | CLE        | 57    | 174   | 150   | 18    | 30    | 5        | 1        | 2        | 43    | 7     | 0     | 4        | 2     | 0     | 18    | 0     | 4     | 48    | 2        | .200  | .302     | .287     | .589  |
| 2012       | MIA        | 87    | 175   | 147   | 21    | 36    | 6        | 0        | 4        | 54    | 16    | 2     | 1        | 0     | 0     | 22    | 1     | 6     | 44    | 8        | .245  | .366     | .367     | .733  |
| 2013       | MIA        | 19    | 31    | 27    | 3     | 5     | 0        | 0        | 0        | 5     | 0     | 0     | 0        | 0     | 0     | 4     | 0     | 0     | 8     | 1        | .185  | .290     | .185     | .476  |
| 通算：12年 | 通算：12年 | 1125  | 4179  | 3606  | 522   | 914   | 187      | 13       | 121      | 1490  | 494   | 33    | 21       | 3     | 20    | 475   | 19    | 75    | 898   | 115      | .253  | .351     | .413     | .764  |

- 2013年度シーズン終了時